# Clemente Seguel
Clemente Seguel Lacamara (Temuco, Chile; 23 de noviembre de 1999) es un velerista chileno. Ha representado a Chile en Juegos Olímpicos de la Juventud, Juegos Panamericanos y Juegos Olímpicos.

## Vida personal
Clemente nació en Temuco, en sus primeros años de vida vivió en Santiago y a los 4 años se trasladó a Puerto varas, donde estudió y aprendió vela en el Colegio Puerto Varas; comuna donde reside actualmente.

## Trayectoria
Se inició en la Vela a los 7 años por un taller de su colegio, El Valle Casablanca. Se subió a un Optimist sin vela, sólo con remo y timón, mientras el llevaba a sus amigos en la embarcación el sintió que era eso a lo que quería dedicarse el resto de su vida.
Clemente entrenaba todos las tardes de los miércoles, un día su entrenador se le acercó para felicitarlo e invitarlo a entrenar los fines de semana junto a entrenadores argentinos, dónde se le entregarían todas las facilidades, finalmente empezó a entrenar los días miércoles y en los fines de semana. También estudió en el colegio Caernarfon College de Casablanca.
Fue campeón nacional a nivel infantil, también en otros campeonatos nacionales de principiantes. A los 13 años participó en el campeonato general, pero no consiguió un buen rendimiento debido a que cambió de categoría, del Optimist a la Laser.
En el 2014 participó en los Juegos Olímpicos de la Juventud realizados en Nankín y quedó en el puesto 12 en la categoría Byte CII y logró el 11.º lugar en la última regata logrando conseguir 76 puntos. En el año 2017 obtuvo la medalla de bronce en el Mundial Juvenil de Sunfish y en ese mismo año consiguió una medalla de bronce en los Juegos Bolivarianos.
En el año 2018 participó en su primer torneo adulto, en el Trofeo Princesa Sofía y finalizó entre los 20 mejores en la Flota de Bronce.
En 2019 fue subcampeón mundial sub-21, jugó en los Juegos Panamericanos de Lima donde acabó en la décima posición, también participó en el Sudamericano de Vela en Río de Janeiro y obtuvo la Medalla de oro en la categoría Laser, consiguiendo un cupo país para los Juegos Olímpicos de Tokio 2020. En enero de 2020 compitió en el Selectivo Nacional y aseguró su participación para Tokio 2020 quedando dos regatas por disputarse. Los Juegos Olímpicos se aplazaron debido a la Pandemia de COVID-19, dónde Clemente apoyo la decisión. En su preparación para la cita olímpica consiguió el 19.º lugar en la Semana de Kiel, fue subcampeón de la Regata Abierta de Holanda, en el Campeonato Mundial de Laser consiguió el 33.º lugar, cerrando su preparación europea para Tokio 2020. En 2021 empezó su preparación olímpica en Estados Unidos y ahí obtuvo el cuarto lugar en el campeonato Lauderdale OCR, siendo el segundo mejor sudamericano en la regata.
En febrero de 2021, consiguió ser campeón en Argentina.
Mientras que en su participación en el Campeonato Continental Europeo terminó en el 31.º lugar.
En su participación en los Juegos Olímpicos de Tokio 2020 finalizó en el lugar número 22 en Vela.
En los Juegos Panamericanos de 2023 con 56 puntos obtuvo la medalla de plata, consiguiendo un cupo para participar en los Juegos Olímpicos de París 2024. En la cita olímpica logró clasificarse a la final luego de obtener el 8° lugar en las regatas clasificatorias, siendo el primer chileno en lograrlo. En una interrumpida final, Clemente Seguel en un principio estuvo compitiendo en los primeros puestos, sin embargo, esta carrera fue anulada debido a la falta de viento. Al reanudarse, bajó en su posición, terminando la primera marca en el 6° lugar, la segunda marca en el 9° puesto, luego conservó la 6° posición en las últimas dos boyas y al cruzar la meta. De esta forma, obtuvo 94 puntos otorgándole el 8° lugar en la clasificación y obteniendo el diploma olímpico. Siendo esta, la segunda mejor participación en la historia del valerismo chileno, siendo el mejor el conseguido por Erich Wichmann-Harbeck en los Juegos Olímpicos de Berlín 1936.

## Competencias internacionales
| Año  | Campeonato                       | Lugar                           | Resultado |
| ---- | -------------------------------- | ------------------------------- | --------- |
| 2014 | Juegos Olímpicos de la Juventud  | Nankín, China                   | 12.º      |
| 2017 | Mundial Juvenil de Sunfish       | Long Beach, Estados Unidos      | 3.º       |
| 2017 | Juegos Bolivarianos              | Santa Marta, Colombia           | 3.º       |
| 2018 | Trofeo Princesa Sofía            | Mallorca, España                | 18.º      |
| 2019 | Juegos Panamericanos             | Lima, Perú                      | 10.º      |
| 2019 | Campeonato Mundial sub-21        | Split, Croacia                  | 2.º       |
| 2019 | Campeonato Sudamericano de Vela  | Río de Janeiro, Brasil          | 1.º       |
| 2020 | Semana de Kiel                   | Kiel, Alemania                  | 19.º      |
| 2020 | Regata Abierta de Holanda        | Medemblik, Países Bajos         | 2.º       |
| 2020 | Campeonato Mundial de Laser      | Melbourne, Australia            | 33.º      |
| 2021 | Lauderdale OCR                   | Fort Lauderdale, Estados Unidos | 4.º       |
| 2021 | Semana Internacional de Yachting | Mar del Plata, Argentina        | 1.º       |
| 2021 | Campeonato Continental Europeo   | Vilamoura, Portugal             | 31.º      |
| 2021 | Juegos Olímpicos de Tokio 2020   | Enoshima, Japón                 | 22.º      |
| 2022 | Campeonato Mundial de Laser      | Puerto Vallarta, México         | 15.º      |
| 2023 | Juegos Panamericanos de 2023     | Santiago, Chile                 | 2.º       |
| 2024 | Campeonato Mundial de Laser      | Adelaida, Australia             | 24.º      |
| 2024 | Juegos Olímpicos de París 2024   | Marsella, Francia.              | 8.°       |